# Merycoidodon
Il mericoidodonte (gen. Merycoidodon) è un mammifero erbivoro estinto, vissuto nell'Oligocene inferiore (circa 32 milioni di anni fa) in Nordamerica.

## Un erbivoro diffusissimo
Questo animale, che fa parte della famiglia degli oreodontidi, è uno dei fossili più comuni dello stato del Dakota del Sud. Nella regione conosciuta come badlands (“terre cattive”), infatti, sono stati rinvenuti migliaia di resti di questi animali. La formazione geologica è nota come "Oreodon beds" (Letti a Oreodon), dal nome desueto di questo animale. La specie di gran lunga più diffusa è M. culbertsoni, che nell'Oligocene inferiore divenne l'erbivoro più diffuso del continente. Intere mandrie di questi artiodattili primitivi pascolavano nelle sterminate pianure del Nordamerica, costantemente a rischio di predazione da parte di carnivori quali Hyaenodon e Hoplophoneus. 

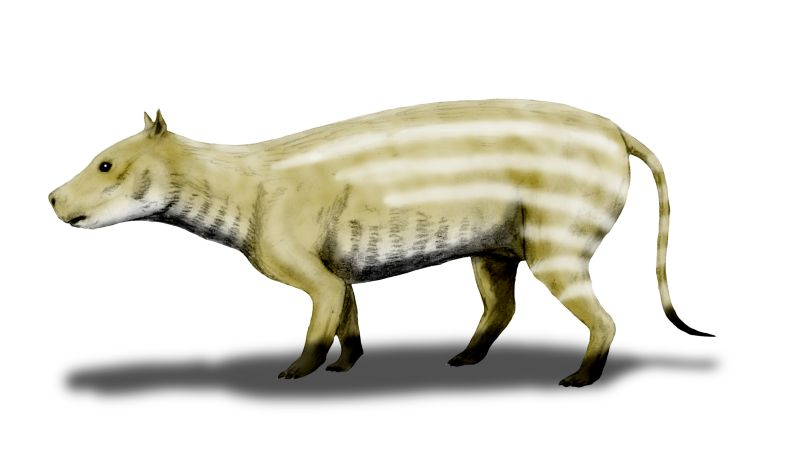
Ricostruzione di Merycoidodon

Il mericoidodonte era vagamente simile a un piccolo maiale, con un corpo relativamente robusto che superava di poco il metro di lunghezza e delle zampe forti ma abbastanza snelle, tali da far supporre che l'animale fosse piuttosto agile. Il cranio era compatto e fornito di una dentatura adatta a masticare fogliame e, in misura minore, erba.